# Coscinida leviorum
Coscinida leviorum är en spindelart som beskrevs av George Hazelwood Locket 1968. Coscinida leviorum ingår i släktet Coscinida och familjen klotspindlar.
Artens utbredningsområde är Angola. Inga underarter finns listade i Catalogue of Life.